# 멜론 (동물학)

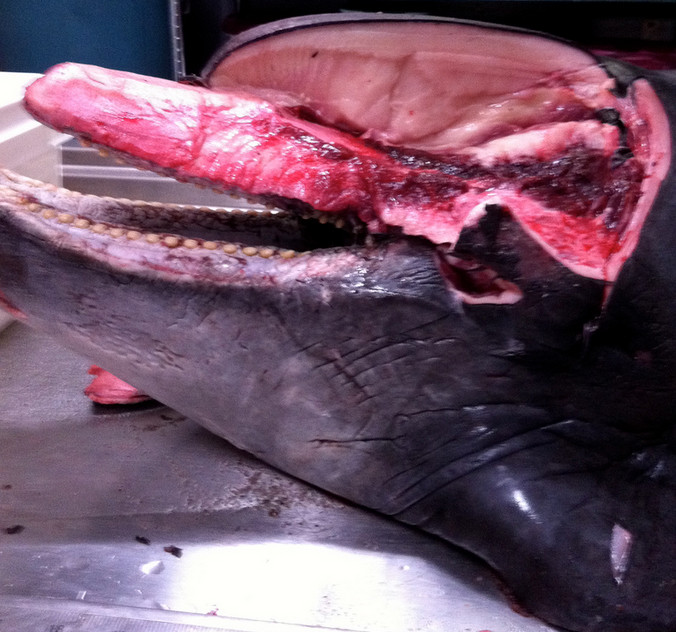
멜론

멜론(melon)은 고래의 기관 중 하나이다. 모든 이빨고래류의 이마에서 볼 수 있는 지방 조직 덩어리이다.